# Radara convergens
Radara convergens är en fjärilsart som beskrevs av William Schaus 1913. Radara convergens ingår i släktet Radara och familjen nattflyn. Inga underarter finns listade.